# 壓縮空氣過濾器

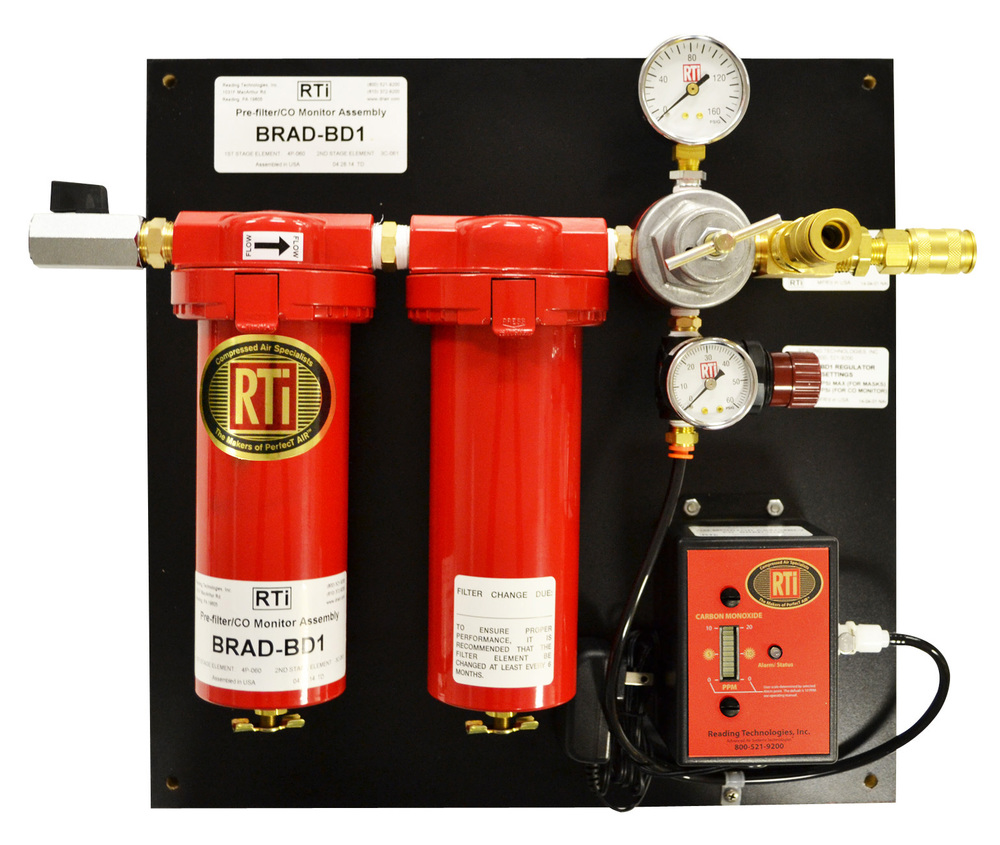
壓縮空氣濾清器

壓縮空氣過濾器，又稱為管路過濾器、空壓機過濾器，用於壓縮空氣壓縮後去除其中的污染物。以確保壓縮空氣的清潔度和乾燥度，並保護下游設備免受損害。從標準螺桿式或往復式壓縮機排出的空氣通常含有大量水分、油和其他污染物。過濾器種類繁多，適用於不同的氣動應用。

## 工作原理
未經過濾的壓縮空氣通常含有灰塵、油、鐵鏽、水分和其他有害物質，因此需要過濾。在過濾的第一階段，壓縮空氣會通過一個管狀網狀過濾器，產生聚結效應。較大的顆粒會被吸附在過濾器上，而水則會凝結成更大的液滴，然後進入分離室。壓縮空氣的速度被減慢，使顆粒在蜂窩狀的墊子上凝結，從而使水滴流到排水系統的底部，並透過自動或電動排水閥排出。在第一階段的過濾中，超過95%的水滴、油和大顆粒會被去除。這種做法最常用於除水，但也用於除油。
在第二階段的過濾中，空氣流經纖維過濾器。此過程會產生數千個小渦流和其他擾動，導致氣流變得不均勻。在此過程中，空氣與過濾介質的表面積更大。細小顆粒會被捕獲，因為它們無法穿過纖維過濾器上的小孔。然而，由於氣流阻力增加，壓力降會略有下降。

## 過濾器類型

### 冷卻式過濾器
主要利用冷卻降低空氣溫度，使水汽凝結，然後通過重力分離排出。

### 吸附式過濾器
用於生產無油壓縮空氣的地方，則主要依靠吸附材料吸附油氣和水分。

### 膜式過濾器
用於利用特殊的膜材料分離油水和氣體。

### 活性碳過濾器
活性碳過濾器利用複合碳材料去除空氣中的氣體和氣味。它們用於生產食品的工廠或用於呼吸氣體。